# Colurella obtusa
Colurella obtusa är en hjuldjursart som först beskrevs av Gosse 1886.  Colurella obtusa ingår i släktet Colurella och familjen Lepadellidae. Arten är reproducerande i Sverige.

## Underarter
Arten delas in i följande underarter:
- C. o. colpotum
- C. o. obtusa